# クイズプレゼンバラエティー Qさま!!のプレゼンVTR
クイズプレゼンバラエティー Qさま!!のプレゼンVTRは、テレビ朝日系列のトークショーとクイズ番組を交えたバラエティ番組『クイズプレゼンバラエティー Qさま!!』内で放送されている企画の説明一覧である。

## プレッシャーSTUDYシリーズ

### プレッシャーSTUDY
詳細は「プレッシャーSTUDY」を参照

### プレッシャーランキング
2007年7月23日放送分から開始された、「プレッシャーSTUDY」のアンケート問題限定バージョン。
ある集団に聴いたアンケートの上位10項目を、1人1項目ずつ当てていく。1問正解するたびに、獲得できる賞品のグレードが上がっていく。
「プレッシャーSTUDY」同様10人1チームだが、Qさま!メンバー5人＋ゲスト5人のチーム構成。
解答順は、Qさま!メンバー→ゲスト→Qさま!メンバーと交互になっている。
「プレッシャーSTUDY」での制服姿に対して、このコーナーでは囚人服を着て挑む（Qさま!メンバーは赤と白の縞模様、ゲストは青と白の縞模様）。

### 海の上のプレッシャーSTUDY
2007年3月5日放送分で実施。前回（2007年2月26日）放送分でロバートに司会を交替させられた事に伴い、さまぁ〜ずが司会復帰を賭けてプレゼンした、「プレッシャーSTUDY」の特別編。
海上に特設された解答席で、「プレッシャーSTUDY」を実施。但し、解答者はさまぁ〜ずの2人のみで、2人が交互に1問ずつ答えていく。
3回連続で成功すれば賞金30万円を獲得。
但し、失敗するたびに解答席が後方へ回転して、極寒の海へ叩き落される（しかもロケ当日は荒天で気温は5度）。失敗3回でチャレンジ終了となる。
科目の指定は無し。これまでの教科に加えて、『算数』（問題の番号を指定すると現れる2桁の数字3個の合計を答える）や、サービス問題として、優香以外のQさまメンバー10人の名前をフルネームで書かせる問題も出題された。前者は三村が特技の暗算を生かして活躍したものの、後者は山崎（弘也）、秋山（竜次）、馬場（裕之）のフルネームに苦戦して失敗、スタジオでVTRを見ていた山崎も「どうせ俺の名前なんて両親しか知らないんだろうな!」「今ね、弘也ご立腹よ!」と呆れていた。

## チキンNo.1決定戦
深夜時代のメイン企画。様々な度胸試しに芸能人が挑戦する。アンタッチャブル柴田は「高飛び込み」で2秒、「ビビリ橋」で3秒という記録を残し、双方のランキングで不動の1位を誇っている（FUJIWARAの原西孝幸は「10m高飛び込み ライバル芸人対決（コンビ編）」において、柴田の記録を上回る0.96秒で飛んだが、後述の理由で参考記録扱い）。1分以内に飛んだのは柴田とKABA.ちゃん（42秒）と松井絵里奈（53秒）の3人。
・いきなりチキンレース
ロバートが担当。秋山と山本が対決を行い、馬場が盛り上げ、審査をする担当だった。後述の豪速球キャッチ対決、10m高飛び込み対決、ワニと近接距離対決などが行われた。なお、毎回馬場がハイテンションで盛り上げるも、一人何のリスクも負っていないこともあり、秋山、山本は毎回テンションが低かった(後に10m高飛び込みを馬場が行う際は、立場が逆転している)。豪速球、10m高飛び込みで山本が２連勝し、その後のワニと近接距離対決でも山本が0cmという記録を出し勝利が確定かと思われたが、秋山がまさかのマイナス値を出して大逆転勝利となった。また、これが秋山の初勝利となった。
- 10m高飛び込み

予め目隠しとヘッドホンを装着した状態で10mの高さの飛び込み台まで移動させられてから、10mの高さから勇気を出してプールへ飛び込むのに何秒かかるかを競うタイムトライアル方式。2時間以内に飛び込めなかった場合は、その時点でチャレンジ打ち切り、チキン確定(リタイア)となる（一部企画では制限時間が30分の場合もある）が、リタイアは問題外ということで、実際は飛び込んだ人の中で一番タイムが遅い人が、チキンNo.1になる。現在のチキンNo.1は男性がカンニング竹山（1時間19分18秒）、女性が小向美奈子（1時間2分32秒）。過去に馬場裕之、小沢一敬、近藤春菜がこの競技でリタイアしている。小沢は残り時間10分の時点で、「芸人解散ドッキリ」に続いてまたしても「この空気嫌いだよ！」と言って泣いた。なお小沢はその後救済計画として相方の井戸田と一緒に飛び込む企画にも挑戦したが（どちらか一方が飛び込んだ後1分以内にもう一方も飛び込めればクリアとなる）、ここでも先に井戸田が飛び込んだものの自らはまたも泣いた上にどうしても飛び込めず、結局この時のVTRは2007年4月4日放送の『ミッドナイトＱさま!!』で「訳あり放送延期VTR一挙公開」の一本として放送されている。またこれによって、小沢は「2回挑戦して共にリタイア」という番組史上唯一の珍記録を達成した。
挑戦者が女性芸能人のみの「女だらけの10m高飛び込み」（ハンデとして目隠し・ヘッドホン無しで飛び込み台へ移動する）、芸人コンビ2組4人が一緒に立った状態でどちらのコンビが先に2人両方飛び込むかを競う「10m高飛び込み ライバル芸人対決（コンビ編）」、芸人トリオ3人が一緒に立った状態で3人中2人が飛び降りるまでのタイムを競う「10m高飛び込み ライバル芸人対決（トリオ編）」、「芸能人ペア10m高飛び込み選手権」といった兄弟企画もある。なお、「10m高飛び込み」と「女だらけの10m高飛び込み」での記録を公式記録として扱い、それ以外の兄弟企画では、参考記録として扱われる。「10m高飛び込み」「女だらけの10m高飛び込み」やその他兄弟企画も含めると、山崎（ベストタイム12分3秒）・南海キャンディーズの2人（しずちゃんは6分30秒、山ちゃんは13分50秒）は過去に4回、この「高飛び込み」に挑戦し、メンバーで最も挑戦回数が多い。次に挑戦回数が多いのは、柴田（2秒）・ロバートの3人（山本は2分38秒、秋山は7分20秒、馬場は18分41秒）で3回挑戦している。次に多いのが三村（26分54秒）の2回で、青木（記録はない）の挑戦回数は1回である。また、大竹・優香は挑戦したことがない。メンバー以外では、スピードワゴンの2人が唯一、2回挑戦している。
番組内でも人気企画であったが、2012年9月1日に収録した分でスギちゃんが飛び込み時に胸椎を骨折する重傷を負った。その後、テレビ朝日から「飛び込み企画は今後行わない」とシリーズ終了宣言がなされたほか、テレビ業界全体で番組企画の安全性について見直される事態となったが、2024年現在、他局であるTBS系列の櫻井・有吉 THE夜会の企画「夜会カジノ」にて不定期ではあるが、本企画によく似た『10m早飛び込みダービー』という競技が行われている。(こちらは飛び込む制限時間があらかじめ決められている)
放送上では出演者は企画内容を事前に知らされていない、という設定であったが、実際には事前にインストラクターによる計10時間の講習を受けていたことがこの際の報道により明らかになっている。
- 動物接写シリーズ

水槽やオリの中に入って、イノシシ、60匹のサメ、巨大エイといった危険な生物を間近で接写する。特に秋山がサメ編やエイ編で高い潜水能力を発揮した為、「芸能界潜水選手権」企画へと発展した。
- ビビリ橋シリーズ

海上10mの高さに造られた幅45cmという細長い橋を渡る。基本形では、バナナの皮と突起部が障害物として設置されているが、一部足場がシーソー型になっている「シーソービビリ橋」、途中にあるタワー型の突起部で数秒間バランスを取らないといけない「タワービビリ橋」、通常の昼間ではなく夜間に行う「夜のビビリ橋」、更にさまぁ〜ず挑戦時のみに登場したシーソービビリ橋&丸太橋2階建て構造の「ビビリ橋MAX」等、様々なタイプのものがある。
- リアルビビリ橋

某所に実際に存在する危険な吊り橋を渡る。ヒロシが参加した回では、元ホストにちなみ水の入ったグラスを持って渡った。
- すれ違いリアルビビリ橋

チャレンジャー2人が吊り橋の両側から同時にスタートし、中間地点付近ですれ違った後、先にゴールした者の勝利。橋の幅は20cm程しかなく、すれ違う際に非常に危険。
- 人間ボウリング

スキーのジャンプ台をソリで滑り降りる。
- 煙突の上でラジオ体操

銭湯の煙突（高さ約20m、広さ70cm四方）の上で、上手くラジオ体操が出来るかを競う。煙突上部には1本の棒が立てられているが、その棒を触ると減点になる。

## 負けたら罰ゲームシリーズ

### アイドルハンター
青木さやかがプレゼン。青木がスポーツを特技とするアイドルと、そのスポーツで対決をする企画。敗者には、勝者から顔面にパイをぶつけられたうえ、プロフィールから特技が抹消される罰ゲームがある。対決は主に競泳で、クロール、自由形、背泳ぎの3種目で勝負（距離は全て50m）。青木がダブルヘッダーで勝負する事もあるが、それでも2005年11月17日まで無敗を誇っていた。遂には、超特別編として司会者である優香までもバドミントンで参戦する事態となり、この対決で青木が初めて敗れる事となった。
競泳対決
- 安めぐみ
- さくら・根本はるみ(ダブルヘッダー)
- 安めぐみ・根本はるみ(リベンジでダブルヘッダー)
- 水野裕子
- 小林恵美・相澤仁美・佐野夏芽(青木は一人で50メートルを泳ぎ、アイドルチームは代表2人が25メートルずつ泳ぐ変則ルール)
- 川村ひかる
- 水野裕子(青木のリベンジ)

優香との対決
- バドミントン対決…青木が初の敗北。しかも優香から大量のハンデをもらったのにも関わらずである。
- ボウリング対決(この回は負けたらチキンno.1決定戦で行われたイノシシ接写をしなければならなかった)

しずちゃんとタッグを組んだ回
PK対決
- 小林恵美・瀬戸早妃

陸上対決
- 宮地真緒・磯山さやか

なおこの回では、応援で山ちゃんが登場。しずちゃんが三連続で競技に登場したため、「青木さやかさんのアイドルハンターですよね？」とコメントしていた。
陸上対決(しずちゃんがプレゼン)
- 水野裕子

### ミラクルドミノボウリング
青木さやかがプレゼン。青木さやかと、女性タレントが、縦一列に並んだ10本のピンをストライクで先に倒す対決をする。敗者には、勝者からパイをぶつけられる。また、山崎とタッグを組んだチーム戦だったこともあり、その時は負けたチームは臭豆腐を食べる罰ゲームだった。

### 芸能界フリースローno.1決定戦
山ちゃん、山本、青木さやかがプレゼン。まずそれぞれのチームで１０投勝負の予選会を開催。その中で一番多くフリースローが入った者が、 決勝ラウンドへ進出。 勝ち残った２人で５投勝負のフリースロー対決で、負けチームのリーダーには、勝者チームのリーダーからパイをぶつけられるというものだったが、バスケットボール経験者の山ちゃんが予選敗退、青木さやかが決勝進出と、本末転倒になり、当然のようにダメQをもらってしまった。そのため一回きりの企画である。

## 偽者当てシリーズ

### ニセ温泉
主にアンタッチャブル・根本はるみがプレゼン。3箇所ある温泉ロケの1箇所だけ、スタッフが特別に温泉の湯を冷水にしているが、本当の温泉であるかのように演技する。
ゴールデン進出後は、主に青木さやかとしずちゃんがプレゼンするようになる。
過去、根本の代わりにインリン・オブ・ジョイトイが担当したこともある。また、青木さやかがウエンツ瑛士とプレゼンしたことや、『TRICK』の番宣で阿部寛が、また司会交代中にさまぁ〜ずがプレゼンしたこともある。

### ニセモノヤンキーは誰だ?
主にアンタッチャブルがプレゼン。ヤンキーの中に1人だけ紛れている、ヤンキーになりすました人は誰かを当ててもらうクイズ。「ヤンキーとあっちむいてホイ」や、「ヤンキーとピクニック」などがある。スペシャル版では、プレゼンター三組が別々にヤンキー（1人は偽者）に密着し、偽ヤンキーに密着しているのが誰か当てさせることもある。
ニセ女子高生やニセニューハーフといった亜流のクイズも数多く行われた。

## 芸人解散ドッキリ
青木さやかがプレゼン。芸人（コンビ・トリオ）の1人が仕掛け人となり、相方に解散を切り出すドッキリで、ターゲットとなったメンバーが最終的に解散に応じるかどうかが問題となる。行われたのは以下の通り。
- 南海キャンディーズ（山ちゃんがターゲット、しずちゃんが仕掛け人）（2回）
- バナナマン（日村がターゲット、設楽が仕掛け人）
- 安田大サーカス（クロちゃんがターゲット、団長が仕掛け人）
- スピードワゴン（井戸田がターゲット、小沢が仕掛け人）
- 森三中（村上がターゲット、大島が仕掛け人）
- タカアンドトシ（タカがターゲット、トシが仕掛け人）
  - 西川史子とカンニング竹山も仕掛け人として参加。トシが西川との交際をスクープされた事で芸人を辞めたいと持ちかけるドッキリだった。
- アンガールズ（田中がターゲット、山根が仕掛け人）
  - 片岡鶴太郎も仕掛け人として参加。
- 博多華丸・大吉（華丸がターゲット、大吉が仕掛け人）
- 品川庄司（庄司がターゲット、品川が仕掛け人）
  - 2008年1月4日放送の『ミッドナイトＱさま!!』内の企画。正確には解散ドッキリではなく、ホテルでの営業中に品川が一旦場を外し、残った庄司に「『相方がいない時だからこそ言えるコンビのいい話をしてほしい』とホテル側の主催者が依頼する」という形だった。

芸人たちの普段見せない絆が明らかとなり、感動を誘うコーナー。中でも小沢一敬（スピードワゴン）は仕掛け人でありながら、相方の井戸田の男気とコンビ愛の深さに感動し涙してしまった。ちなみにこの企画は柴田理恵以外に大好評らしい（安田大サーカスの回を見た後の「私こういうの苦手なの」といった趣旨の爆弾発言や、判定で1人だけ「×」の理由を「こういう事やっちゃダメ!」の発言があった事から）。
南海キャンディーズ、博多華丸・大吉、アンガールズを除いた5組は全て解散には応じていない。

## 芸能界絶叫カラオケ選手権
主にロバートがプレゼン。日本最強クラスのジェットコースターに乗って、自分のカラオケの十八番を熱唱し、得点を競う。コーナー開始時は秋山VS青木、山本VS馬場がそれぞれチャレンジ。後にゲスト対戦に発展し、まちゃまちゃVS北斗晶、アンガールズの山根良顕VS田中卓志、長州小力VS青田典子が勝負を繰り広げた。山本はこの企画でヘタな歌（尾崎豊の「I LOVE YOU」）と「残念な顔」を晒してしまい、また、しずちゃんは、絶叫ポイントからほとんど歌っていないという有様だった。（中島みゆきの「時代」、中森明菜の「飾りじゃないのよ涙は」など）2007年2月19日現在の最高得点は、SHEILAの79点（イルカの『なごり雪』）。

## 全員で鬼ごっこ
詳細は、「全員で鬼ごっこ」を参照

## 芸能界潜水選手権
元々は水に関する企画で無敵の強さを誇り、「マーメイド秋山」の異名を取ったロバート秋山の力量を試す為の企画。潜水競技の「ダイナミックアプネア」（潜水したまま何m進めるかを競う）の記録を競った。企画開始当初から非公式ながら、日本記録に匹敵する高記録が次々と生まれた。
次第に秋山以外にも潜水能力の高い芸能人が数名選抜されて（この頃から、本来レギュラーのはずの秋山の影が次第に薄くなるという、本末転倒気味なことも起きた）、2006年7月放送以降は公式大会（公式ルールに基づいて実施、正式に記録として認定される）に参加。2006年7月放送のスペシャルでは、安田大サーカス・団長が115mの公式日本新記録を樹立。更にその後、同年9月のスペシャルで、野久保直樹が団長の記録を1m上回る116mを記録し、日本記録を更新した（2006年10月30日放送分で、日本潜水選手団の永岡隆昭がタイ記録を樹立）。しかし、11月放送で富永直之が119mを記録し、再び日本新記録を更新した。ちなみに富永は、この企画をテレビで見た事がきっかけで競技を始めており、競技歴が非常に浅い中での日本新記録樹立である。
また、2度の公式大会参加で数々の高記録が生まれたために、日本ランキングベスト10に本番組内で生まれた記録が占められる珍事が起きている。その後公式記録会・公式大会において、芸能人及び日本潜水選手団（国内の有力選手）が世界選手権の日本代表枠を争っていた。
その後、しばらく放送が無かったが、2007年8月20日放送分で完結編を放送。芸能人からは男子・女子各2名（団長、野久保、金子さやか、にしおかすみこ）が、また企画内で日本新を樹立した富永が、世界選手権に出場。結果は、団長・金子がブラックアウト（失神）により失格、野久保・にしおかもベスト16に入れず予選落ち。しかし富永が、日本人初の決勝進出、更に3位入賞という輝かしい結果を残した。
今週のロバート秋山
2006年4月27日-2006年7月3日、番組エンディング前に放送されていた約10秒のミニコーナー。2005年11月17日の放送の潜水選手権で75m（日本記録5位・非公式）の記録を出した秋山が、日本一を目指す為毎週様々な特訓に挑戦した。

## Qさま!!メンバーVSスーパー小学生 体育対決
Qさまメンバーが、スーパー小学生ことスポーツ万能の小学生とさまざまな体育種目で対決する企画。男子メンバーは男子小学生と、女子メンバーは女子小学生と対決を行う。
男子メンバーの対決は、後述の通り、お蔵入りになった為、ここでは省略。
女子メンバーの対決は第1回が2007年5月14日に、第2回が6月4日に行われた。
第1回　斜め懸垂対決、スーパー小学生　村上茉愛(10)(全日本Jr.体操上位入賞)　　　
Qさま女子メンバー(優香、青木、しずちゃん)が、スーパー小学生と斜め懸垂対決を行った。スーパー小学生は1人で斜め懸垂を行わなければならなかったが、女子メンバーは1人ずつ斜め懸垂を行い、失格になると次の人に交代する、というリレー方式で行う。スーパー小学生と、メンバーのアンカーのうち、先に失格になった方が負け、というルールで行った。斜め懸垂が得意、と豪語していた青木が女子メンバーのアンカーを務めたが、不甲斐ない結果に終わってしまい、優香の回数をも超えることができず、結局スーパー小学生に負けてしまった。そして最後には優香が怒って、青木にジャージを投げつけてしまった。
第2回　Qさま!!女子メンバーに助っ人として片岡安祐美を加えたQさま!!チームが、スーパー小学生と対決した。
(1)400mリレー、スーパー小学生　福島寿(12)(東京リレーカーニバル100m優勝)
Qさま!!チームが、スーパー小学生と400mリレーで対決を行った。Qさま!!チームは1人100mずつ走るのだが、スーパー小学生は1人で400m走らなければならなかった。
(2)前転40m走、鉄棒ぶら下がり対決、スーパー小学生　田口恵名(11)(関西Jr.体操個人優勝)
前転40m走は、全長40mのマットを前転しながら進み、どちらが先にゴールできるかを競う。スーパー小学生は1人で40m前転しなければならないが、Qさま!!チームは4人でリレー方式で40m進めばよく、誰が何m前転するかも選択できる。
鉄棒ぶら下がり対決は、どちらが長く鉄棒にぶら下がっていられるかを競う。スーパー小学生はずっと1人でぶら下がっていなければならなかったが、Qさま!!チームは1人ずつ順番にぶら下がり、落ちてしまうと次の人に交代する、というリレー方式で行う。そして、Qさま!!チームアンカーとスーパー小学生のうち、先に落ちてしまった方が負けとなる。
(1)(2)とも、優香、片岡が健闘したものの、しずちゃん、青木が足を引っ張ってしまい、スーパー小学生に負けてしまった。

## プレッシャーシリーズ

### プレッシャーボウリング
始まりは2005年9月8日放送のメンバー全員で挑戦した「全員5ピン以上倒せたら100万円」からである。この企画が好評だったため、その後代表的なものに、5人が10回連続で2ピン以上倒せたら30万円、更に30万円を持って全員5ピン以上でもう一巡したら100万円（失敗したら、先に獲得した30万円は没収）の「プレッシャーボウリング」、ピンをドミノのように10本並べて行う「ドミノボウリング」、Qさまメンバー＋ゲストで行う「全員2ピン以上倒せたら100万円」等様々なボウリング企画がプレゼンされた。

### プレッシャー走り高跳び
2006年7月27日と2006年10月16日の放送で実施された、メンバー全員が走り高跳びを行う企画。
メンバーがそれぞれ、自分の担当の高さのバーを跳び越えることに挑戦し、全員が跳び越えることができればチャレンジ成功となる。
なお、青木は50cm、60cmといった、誰でも跳べそうな一番低いバーを担当している（秋山が「助走いらない」と言ったほど）。一方、山本はメンバーで一番走り高跳びが得意で、150cmや152cmといった、かなりの高さのバーを跳んでいる。山ちゃんも意外とこの走り高跳びが得意で、山本に次ぐ高さのバーを担当し、しかも跳んでいる。この企画が山ちゃんがいい所を見せられる唯一の企画であると思われる。

### グラグラ島
2006年12月4日と2007年2月5日の放送で実施された企画。直径2メートル、海上にコマ状の島が浮かんでおり、その島にQさまメンバーが1人ずつ乗る。全員が島に乗れれば成功となるが、失敗すれば真冬の海に落下。チャンスは3回。
12月4日は1回目は山崎、山ちゃん、しずちゃんの「チーム85」（体重85kg以上のメンバーの事）を前に回した為、2回目は三村が島に飛び乗った時に足を滑らせて失敗。3回目は三村を一番後ろに回してチャレンジしたが、三村以外の10人は乗れたものの、三村が乗るときに躊躇しており、その間に三村以外の10人全員が海に落下してしまった。
2月5日は1回目と2回目は山ちゃんとしずちゃんが原因で失敗したが、3回目で見事成功。しかし、島から降りる際、しずちゃんがバランスを崩し、柴田、優香、大竹以外の全員が海に落下してしまった。

## チャレンジ・THE・ジャスト100g
目の前に置かれた食べ物を自分の勘だけでキッチリ100g食べる。20回まで挑戦でき、1回目でクリアすれば賞金100万円獲得。以後失敗することに賞金は下がっていく。全部失敗すると2kg前後も食べる計算となる。一時企画打ち切りとなったもの（2回目に山ちゃんが挑戦したが、「顔が気持ち悪い」といわれたのが原因）の、放送時間のゴールデンタイム移動に伴い「（ゴールデン仕様なら）グルメコーナーも必要」ということでルールを一部変更して継続。有名料理店でのロケーション、チャレンジは10回まで、賞金はクリアできた回数に関わらず10万円、途中ギブアップもしくは10回以内でクリアできなかった際は食べた料理分の代金を自腹で支払うというルールに変更された。有名料理店でのロケではこれまで秋山、青木がチャレンジしたが、2人とも成功している。

## ゲストも一緒にまばたき我慢30秒!全員できたら100万円
これまで司会&プレゼンター陣が行ったプレッシャーゲームの拡大版。スタジオで、ゲスト2人＋プレゼンター全員＋司会3人の計13人が1人ずつ順番に、瞬き我慢に挑戦。合図の後から30秒間、瞼を閉じる事無く開け続けていればクリア（瞼がピクピク動く分のはSAFE）。13人全員がクリアすれば賞金100万円。山崎と秋山と優香の3人が得意なので（優香は1度失敗経験があるが）いつも最初の方をつとめる（最初は普通秋山→ゲスト→山崎→ゲスト→優香の順番）。
ゲストも挑戦している為、当然ながら判定は行われない。

## 200キロ剛速球キャッチ
始まりは2005年12月8日の放送で、プレゼンターのうち男子全員で行われたピッチングマシーンから繰り出される時速200キロの剛速球キャッチであった。このとき、メンバーで山崎が唯一、剛速球をキャッチできたことから、それ以降は山崎と野球を得意とする芸人との対決となった。
最初は時速150キロほどから始まり、徐々に速度を上げて、最後には最高時速200キロのキャッチに挑戦する。
解説のデーブ大久保曰く「プロでも経験することのない速度」であり、「敬意を表する部分もある」とさえコメントしている。
過去にこの企画に挑戦したのは、山崎、堤下敦、庄司智春、増田英彦、レッド吉田の5人。
現在、200キロキャッチに成功しているのは山崎と堤下の2人。

## スゴロQ
2006年12月18日放送分で初登場。青木さやかキャプテンの青木家チームとしずちゃんキャプテンのしず家チーム（「山崎家」にしなかったのはアンタッチャブル山崎がいるため。しかも第2回でアンタ山崎は同姓のしず家ではなく青木家に加入）の対抗戦（双方親子という設定で、キャプテンは母親の扮装を、チームのメンバーである男性プレゼンターは子供の扮装をしている）。それぞれサイコロを振って出た数だけマスを進み、止まったマスに書いてある課題をクリアする。課題をクリア出来たら再びサイコロを振って進み、また止まった先にある課題をこなしていく。これを繰り返して、先にゴールへ着いたチームの勝利となる（ゴールへは、丁度の数を出さなくても良い）。
デカ盛り編
- 青木家：青木、馬場、山ちゃん→山崎（後述の理由で変更）
- しず家：しずちゃん、秋山、山本

各マスには大盛りメニューを置いている店の名前が書いてあり、店へ直接赴いてそのメニューの完食をしていく。
特定のマスには、助っ人として大食いのプロが店にいる事もあり、その場合は30分だけ助っ人に代理で食べてもらう事も可能。
しずちゃんが女性ながら驚異的な胃袋で活躍する一方、山ちゃんはチームの足を引っ張ってしまい、第2回で山崎に交代させられたりと、同じ南海キャンディーズでも明暗がくっきりと分かれてしまった。しかし山崎も殆ど食べずに終わってしまい、結局、第2回は青木家が負けてしまった。
懐かしの有名人編
- 青木家：青木、山崎
- しず家：しずちゃん、柴田

各マスには過去に活躍した有名人のキャッチフレーズと現在の居場所とが書かれており、メンバーがアポなしで会いに行く。
交渉をして出演許可を貰い、さらにサイン入りブロマイドをその場で撮ってもらって初めて次のサイコロがふれる。
有名人の居場所は番組スタッフが調べてあるが、出演交渉はメンバーが直接行う。主に対象場所は都内23区と神奈川県。